# Gepard
Gepard (Acinonyx) – rodzaj drapieżnych ssaków z podrodziny kotów (Felinae) w obrębie rodziny kotowatych (Felidae).

## Zasięg występowania
Rodzaj obejmuje jeden żyjący współcześnie gatunek występujący w Afryce i południowo-zachodniej Azji.

## Morfologia
Długość ciała (bez ogona) 121–145 cm, długość ogona 63–76 cm, wysokość w kłębie 79–94 cm; masa ciała samic 36–48 kg (średnio 43 kg), samców 39–89 kg (średnio 54 kg) (dotyczy gatunku występującego współcześnie).

## Systematyka
Rodzaj zdefiniował w 1828 roku brytyjski przyrodnik Joshua Brookes w katalogu sprzedażowym własnego autorstwa. Na gatunek typowy Brookes wyznaczył (oznaczenie monotypowe) geparda grzywiastego (A. jubatus).

### Etymologia
- Acinonyx (Acinomyx): gr. ακαινα akaina ‘cierń, kolec’, od ακις akis, ακιδος akidos ‘punkt’; ονυξ onux, ονυχος onukhos ‘pazur’[20].
- Cynailurus (Cynaelurus): gr. κυων kuōn, κυνος kunos ‘pies’; αιλουρος ailouros ‘kot’[21]. Gatunek typowy (oznaczenie monotypowe): Felis jubata von Schreber, 1775.
- Guepardus (Guepar, Gueparda): fr. guepard „polujący lampart”, prawdopodobnie od fr. guet „obserwator” i łac. pardus „pantera, lampart”[22]. Gatunek typowy (oznaczenie monotypowe): Felis jubata von Schreber, 1775.
- Cynofelis: gr. κυων kuōn, κυνος kunos ‘pies’; rodzaj Felis Linnaeus, 1758, (kot)[23]. Gatunek typowy: Lesson wymienił dwa gatunki – Felis jubata von Schreber, 1775 i Felis guttata Hermann, 1804 (= Felis jubata von Schreber, 1775) – nie wskazując gatunku typowego; typ nomenklatoryczny (późniejsze oznaczenie) – Felis jubata von Schreber, 1775[24].
- Paracinonyx: gr. παρα para ‘blisko,  obok’[25]; rodzaj Acinonyx Brookes, 1828. Gatunek typowy (oryginalne oznaczenie): Acinonyx rex Pocock, 1927 (= Felis jubata Schreber, 1775).
- Abacinonyx: łac. przedrostek ab- ‘z’[26]; rodzaj Acinonyx Brookes, 1828. Gatunek typowy (oryginalne oznaczenie): †Cynailurus pleistocaenicus Zdansky, 1925 (= †Felis pardinensis Croizet & Jobert, 1828).
- Valdarnius: dolina Valdarno, Toskania, Włochy[10]. Gatunek typowy (oryginalne oznaczenie): †Cynailurus etruscus del Campana, 1915 (= †Felis pardinensis Croizet & Jobert, 1828).
- Sivafelis: hindi siva ‘szczęśliwy’[27]; rodzaj Felis Linnaeus, 1758 (kot). Gatunek typowy (oryginalne oznaczenie): †Sivafelis potens Pilgrim, 1932 (= †Felis pardinensis Croizet & Jobert, 1828).
- Brachyprosopus: gr. βραχυς brakhus ‘krótki’[28]; προσωπον prosōpon ‘twarz’[29]. Gatunek typowy (oznaczenie monotypowe): †Brachyprosopus vireti Schaub, 1943 (= †Felis pardinensis Croizet & Jobert, 1828).
- Schaubia: Samuel Schaub (1882–1962), szwajcarski paleontolog[13].

### Podział systematyczny
Do rodzaju należy jeden występujący współcześnie gatunek:
- Acinonyx jubatus (Schreber, 1775) – gepard grzywiasty

Opisano również gatunki wymarłe:
- Acinonyx aicha Geraads, 1997[32] (Afryka; pliocen)
- Acinonyx pardinensis (Croizet & Jobert, 1828)[33] (Europa; fanerozoik)